# Ephydra packardi
Ephydra packardi är en tvåvingeart som beskrevs av Wirth 1971. Ephydra packardi ingår i släktet Ephydra och familjen vattenflugor. Inga underarter finns listade i Catalogue of Life.